# Liste der denkmalgeschützten Objekte in Neuhofen an der Krems
Die Liste der denkmalgeschützten Objekte in Neuhofen an der Krems enthält die 13 denkmalgeschützten, unbeweglichen Objekte der Gemeinde Neuhofen an der Krems in Oberösterreich (Bezirk Linz-Land).

## Denkmäler
| Foto |                 | Denkmal                                                                                | Standort                                                    | Beschreibung | Metadaten |
| ---- | --------------- | -------------------------------------------------------------------------------------- | ----------------------------------------------------------- | --- | --- |
| ja   | Datei hochladen | Obermühle HERIS-ID: 84766 Objekt-ID: 98912                                             | Piberbacher Austraße 1 Standort KG: Fischen                 | Die historische Mühle steht seit 2008 unter Denkmalschutz. Die gut erhaltene Anlage besteht aus dem Mühlen- und Wohntrakt, sowie einem Holzstadel und der Wehranlage. | BDA-Hist.: Q38183939 Status: Bescheid Stand der BDA-Liste: 2025-06-30 Name: Obermühle GstNr.: 596, 7/1, 7/3                                                              |
| ja   | Datei hochladen | Bildstock HERIS-ID: 84730 Objekt-ID: 98874                                             | vor Steyrerstraße 22 Standort KG: Gries                     | Der Bildstock in der Steyrerstraße besteht aus einer toskanischen Säule auf einem Sockel mit quadratischem Grundriss und einem Tabernakelaufsatz. Der Helm des Aufsatzes trägt eine steinerne Kugel. In den Bildnischen sind die Bilder der hll. Florian, Martin, Michael und vermutlich der hl. Barbara. Der Bildstock stammt aus der ersten Hälfte des 18. Jahrhunderts.                                                                                    | BDA-Hist.: Q38183717 Status: § 2a Stand der BDA-Liste: 2025-06-30 Name: Bildstock GstNr.: 11/2 Bildstock Steyrerstraße, Neuhofen an der Krems                            |
| ja   | Datei hochladen | Gedenksäule an Bauernkrieg von 1626 HERIS-ID: 84727 Objekt-ID: 98871                   | bei Steyrerstraße 24 Standort KG: Gries                     | Am 17. August 1626 kam es zu einem Gefecht zwischen aufständischen Bauern und den kaiserlichen Truppen. Die 1976 errichtete Säule erinnert an die für die Bauern vernichtende Schlacht. | BDA-Hist.: Q38183695 Status: § 2a Stand der BDA-Liste: 2025-06-30 Name: Gedenksäule an Bauernkrieg von 1626 GstNr.: 1                                                    |
| ja   | Datei hochladen | Landespflege- und Betreuungszentrum Schloss Gschwendt HERIS-ID: 52422 Objekt-ID: 59164 | Steyrerstraße 24 Standort KG: Gries                         | Von dem einstigen großen Wasserschloss des 16. und 17. Jahrhunderts sind nur mehr zwei mächtige Gebäude übrig geblieben. | BDA-Hist.: Q2241333 Status: § 2a Stand der BDA-Liste: 2025-06-30 Name: Landespflege- und Betreuungszentrum Schloss Gschwendt GstNr.: 1 Schloss Gschwendt                 |
| ja   | Datei hochladen | Figurenbildstock hl. Johannes Nepomuk HERIS-ID: 84754 Objekt-ID: 98899                 | Sportallee 1, bei Standort KG: Gries                        | Der Figurenbildstock steht nahe dem rechten Widerlager der Kremsbrücke. Stilistisch ist die Skulptur in die Mitte bis ins dritte Viertel des 18. Jahrhunderts einzuordnen. Der aktuelle Zustand 2012 entspricht einer Renovierung in der Mitte des 20. Jahrhunderts. | BDA-Hist.: Q38183859 Status: § 2a Stand der BDA-Liste: 2025-06-30 Name: Figurenbildstock hl. Johannes Nepomuk GstNr.: 99/2                                               |
| ja   | Datei hochladen | Pestsäule HERIS-ID: 84755 Objekt-ID: 98900                                             | Hainbergstraße 2, bei Standort KG: Neuhofen an der Krems    | Die toskanische Säule steht auf einem Postament mit quadratischem Querschnitt. In den Bildnischen des tabernakelförmigen Aufsatzes sind drei Heilige und eine Ansicht des ehemaligen Bürgerspitals auf Blechtafeln gemalt. Die Darstellung des Bürgerspitals ist mit dem Jahre 1700 bezeichnet. Auf dem Helm steht ein Patriarchenkreuz mit Kleeblattenden.                                                                                                   | BDA-Hist.: Q38183882 Status: § 2a Stand der BDA-Liste: 2025-06-30 Name: Pestsäule GstNr.: 77 Pestsäule, Neuhofen an der Krems                                            |
| ja   | Datei hochladen | Pfarrhof HERIS-ID: 52421 Objekt-ID: 59163                                              | Kirchenplatz 2 Standort KG: Neuhofen an der Krems           | Der zweigeschoßige Bau im Erscheinungsbild des 17. Jahrhunderts hat Fenster mit Faschenrahmen und quadrierte Ecken. Im geteilten Giebel über dem Eingang ist eine kleine Nische mit einer Marienstatue. | BDA-Hist.: Q38051225 Status: § 2a Stand der BDA-Liste: 2025-06-30 Name: Pfarrhof GstNr.: .13/1                                                                           |
| ja   | Datei hochladen | Brunnen HERIS-ID: 84756 Objekt-ID: 98901                                               | Marktplatz 17, vor Standort KG: Neuhofen an der Krems       | 1609 ließ Georg von Diendorf den Marktbrunnen mit den vier Wasserrohren („Röhrlbrunnen“) errichten. Der achteckige Brunnen hat einen von einer Kugel bekrönten achteckigen Mittelpfeiler. | BDA-Hist.: Q38183894 Status: § 2a Stand der BDA-Liste: 2025-06-30 Name: Brunnen GstNr.: 256/5                                                                            |
| ja   | Datei hochladen | Mariensäule HERIS-ID: 84757 Objekt-ID: 98902                                           | Marktplatz 17, gegenüber Standort KG: Neuhofen an der Krems | Die Granitsäule mit einer Figur der Maria Immaculata ist von einer Steinbalustrade umgeben. Gebhard Leopold Gapp ließ das Denkmal 1713 zum Dank für die weitgehende Verschonung des Marktes von der Pest erbaut. | BDA-Hist.: Q38183904 Status: § 2a Stand der BDA-Liste: 2025-06-30 Name: Mariensäule GstNr.: 256/5                                                                        |
| ja   | Datei hochladen | Kath. Pfarrkirche hl. Matthäus HERIS-ID: 52420 Objekt-ID: 59162                        | Kirchenplatz 2, neben Standort KG: Neuhofen an der Krems    | Die kleine Kirche mit einem älteren, vermutlich romanischem einschiffigen Langhaus mit vier Jochen und Stichkappentonnengewölben. Der eingezogene gotische Chor hat zwei Joche mit Netzrippengewölben und einen Fünfachtelschluss. Der Turm mit einem Zwiebelhelm von 1658 steht westlich des Langhauses. Im Norden zwischen Kirche und Pfarrhof errichtete man 1968 bis 1970 eine neue Pfarrkirche, die mit der alten Kirche und dem Pfarrhof verbunden ist. | BDA-Hist.: Q21607369 Status: § 2a Stand der BDA-Liste: 2025-06-30 Name: Kath. Pfarrkirche hl. Matthäus GstNr.: .14 Kath. Pfarrkirche hl. Matthäus, Neuhofen an der Krems |
| ja   | Datei hochladen | Friedhof samt Friedhofskapelle HERIS-ID: 46721 Objekt-ID: 48855                        | Linzer Straße 18, bei Standort KG: Neuhofen an der Krems    | Der Friedhof wurde schon 1765 von der Kirche an den nördlichen Ortsrand verlegt. In der Friedhofsmauer befinden sich zwei Eingänge mit teilweise expressiven Toren aus Schmiedeeisen. Die in der Mitte gelegene Friedhofskapelle errichtete man erst im Jahr 1913. | BDA-Hist.: Q38023218 Status: § 2a Stand der BDA-Liste: 2025-06-30 Name: Friedhof samt Friedhofskapelle GstNr.: 76, 80/2, 80/3, 80/4, 85/2 Friedhof Neuhofen an der Krems |
| ja   | Datei hochladen | Schloss Weißenberg HERIS-ID: 38799 Objekt-ID: 38406                                    | Weißenberg 1 Standort KG: Weißenberg                        | Die ersten Bauten standen schon im 12. Jahrhundert. Aber um 1573 baute man das Schloss fast zur Gänze neu. Bis zum Beginn des 21. Jahrhunderts wurde es dann mehrere Male umgebaut und 1803 entfernte man die Befestigungswerke. Der Innenhof hat die Form eines unregelmäßigen Fünfecks. Bemerkenswert sind noch ein eingemauerter Römerstein und eine Nische mit einer barocken Holzstatue des hl. Florian.                                                 | BDA-Hist.: Q2244048 Status: Bescheid Stand der BDA-Liste: 2025-06-30 Name: Schloss Weißenberg GstNr.: .89 Schloss Weißenberg                                             |
| ja   | Datei hochladen | Volkersdorferkreuz HERIS-ID: 40989 Objekt-ID: 41295                                    | Weißenberg 16a, in der Nähe Standort KG: Weißenberg         | Ein Grenz- oder Votivkreuz aus rotem Marmor, das heute direkt an der Bundesstraße 139 steht. Es wurde gegen Ende des 15. Jahrhunderts angefertigt. Die Inschrift sagt: „Der vol-geporn-Hasher-Volker-storff der-da.Kreuz-mach las.“ | BDA-Hist.: Q37997520 Status: Bescheid Stand der BDA-Liste: 2025-06-30 Name: Volkersdorferkreuz GstNr.: 743                                                               |